# Kammern im Liesingtal
Kammern im Liesingtal je trhová obec v okrese Leoben a soudním okrese Leoben v rakouské spolkové zemi Štýrsko. V roce 2020 zde žilo 1588 obyvatel.

## Poloha

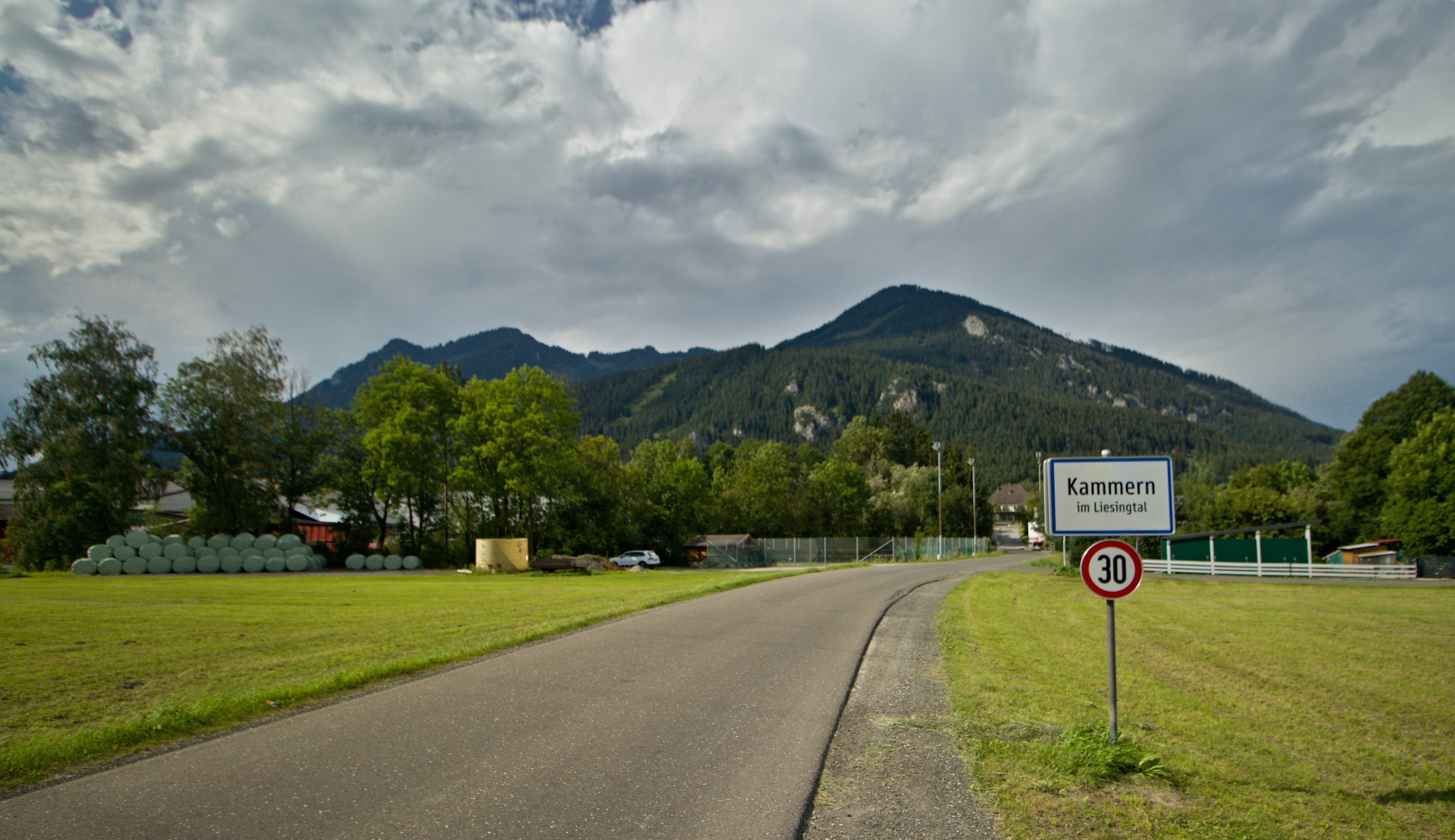
Kammern im Liesingtal, příjezd od jihu

Kammern im Liesingtal se nachází v Liesingtalu, údolí řeky Liesing v severovýchodním Štýrsku, ve střední části Horního Štýrska.
Obec se rozprostírá od Roßriedelu na konci Fadelgrabenu, severovýchodně od Trabocher See a od Hennerkogelu na jižním konci Leimsgrabenu po Gösseck.
Nejvyšší bod na území obce je Gößeck s nadmořskou výškou 2214  m, který je zároveň nejvyšším bodem masivu Reiting. Dalšími body v tomto pohoří jsou Klauen (1849 m n. m.), Kahlwandspitze (2090 m n. m.) a Grieskogel (2148 m n. m.).
Nejnižší bod v katastru obce se pak nachází východně od Mötschendorfu (629 m n. m.) ve výšce 622 m n. m., v místě kde Liesing přechází do obce Traboch.

## Struktura obce
Katastrální území jsou:
- Dirnsdorf (1.877,54 ha)
- Kammern (751,91 ha)
- Leims (1.606,60 ha)
- Mötschendorf (907,72 ha)
- Pfaffendorf (724,56 ha)

 Části obcí (počty obyvatel z 1. ledna 2020) jsou: 
- Dirnsdorf (81)

- Glarsdorf (77)
- Kammern v Liesingtal (hlavní obec, 870)
- Leims (10)
- Liesing (65)
- Mochl (81)
- Mötschendorf (48)
- Pfaffendorf (40)
- Seiz (275)
- Sparsbach (22)
- Wolfgruben (19)

## Sousední obce
Sousedními obcemi sídla jsou Mautern in Steiermark.

## Region
Od 27. června 2011 náleží obec Kammern do regionu Liesingtal, který byl založen téhož dne společně s obcemi Kalwang, Mautern a Wald am Schoberpass.
Spolu s Kalwangem, Gaishornem am See, Mauternem a Wald am Schoberpass tvoří obec také turistické sdružení „Palten - Liesing Erlebnistäler“ se sídlem v Mauternu.

## Dějiny obce

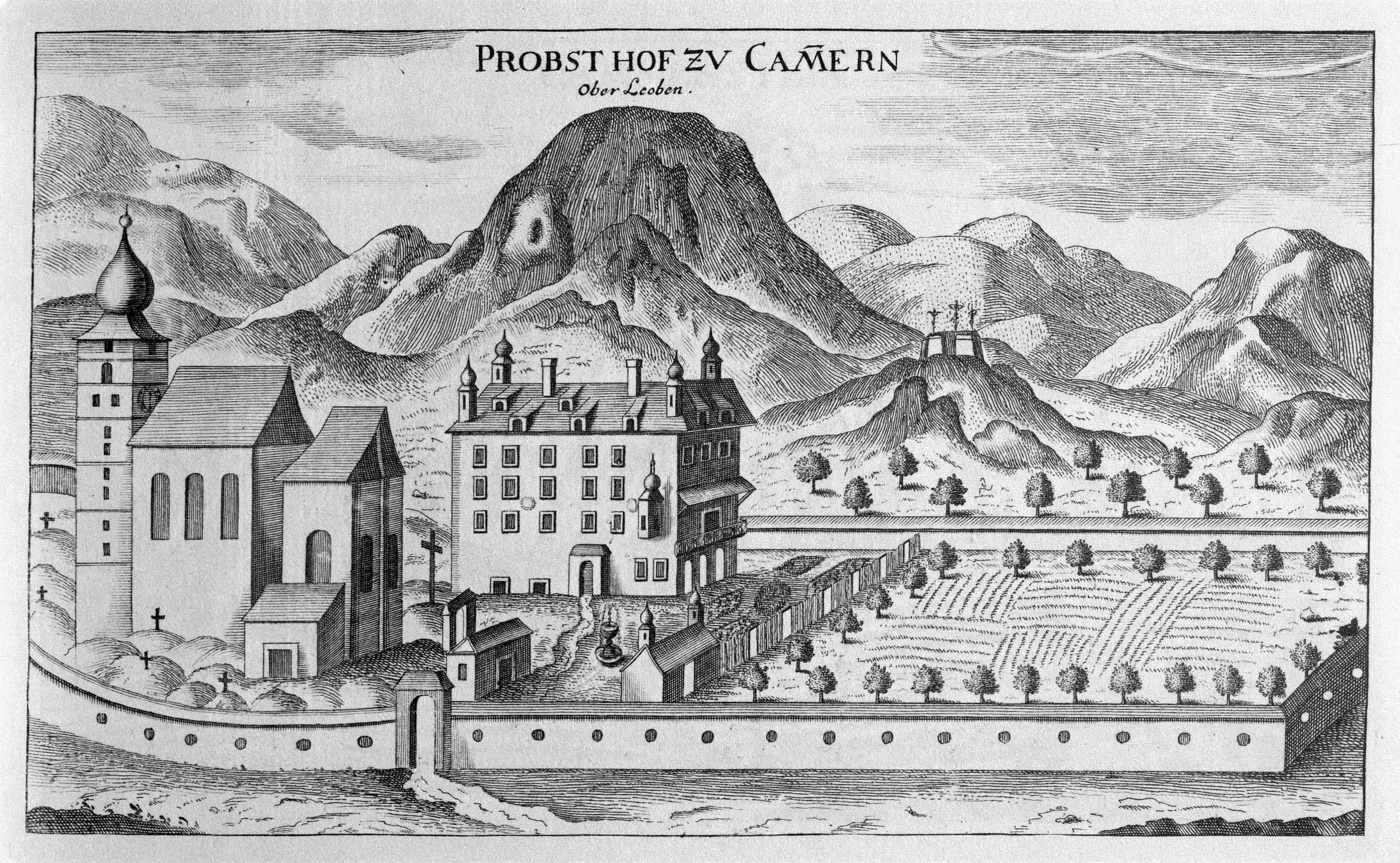
Kammern im Liesingtal, kostel a proboštství. Rytina G. M. Vischera (1628–1696) z roku 1681 v Topographia Ducatus Stiria.

První písemná zmínka o obci je z doby kolem roku 1130 s názvem „Kamera“. Jméno sahá až do staroněmeckého výrazu kamara a znamená „malý kamenný dům“ (možná jako správní sídlo).
Zřícenina hradu Kammerstein (Unter-Kammern) a Ehrenfels (Ober-Kammern), které vlastnily šlechtici s dalekosáhlými kontakty (až po Zikmunda z Ditrichštejna, zetě císaře Maxmiliána I.), dokazují, že zdejší vrchnost měla ve středověku značný význam.
Na Reiterer Kogel, jak nasvědčují průzkumy půdy, pravděpodobně stávalo opevnění, snad původní hrad Massenbergů. Rovněž místní název Massenberg (Maser) jižně od Glarsdorfu také naznačuje souvislost s tímto rodem.
Místní obecní správa jako autonomní orgán byl založen v roce 1850. Po anexi Rakouska v roce 1938 byla obec součástí říšské župy Štýrsko, v letech 1945–1955 byla součástí britské okupační zóny v Rakousku.
V roce 2010 byla obec povýšena na trhovou.

## Znak
Městský znak byl udělen s účinností od 1. srpna 1967. Blazon (popis erbu):
V zeleném poli nad stříbrným vlnitým břevnem se vznášejí dvě stříbrné věže s cimbuřím vytažené cínem.
Dvě věže symbolizují hrady Ehrenfels a Kammerstein, které se nacházejí vysoko na severním svahu širokého zeleného údolí, kterým protéká říčka Liesing.

## Kultura a památky
- Hrad Ehrenfels
- Zřícenina hradu Kammerstein

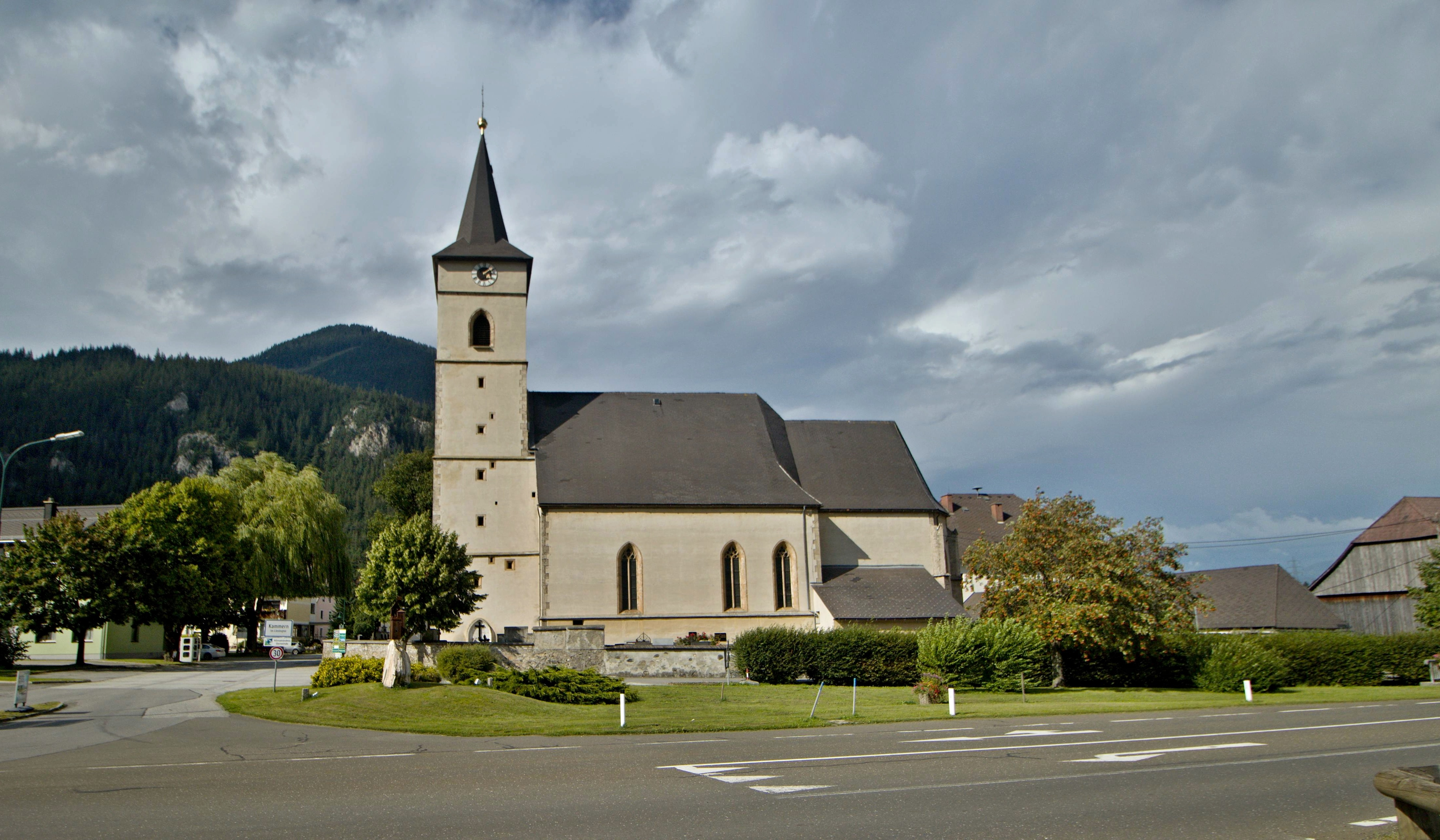
Farní kostel svatého Jana Křtitele

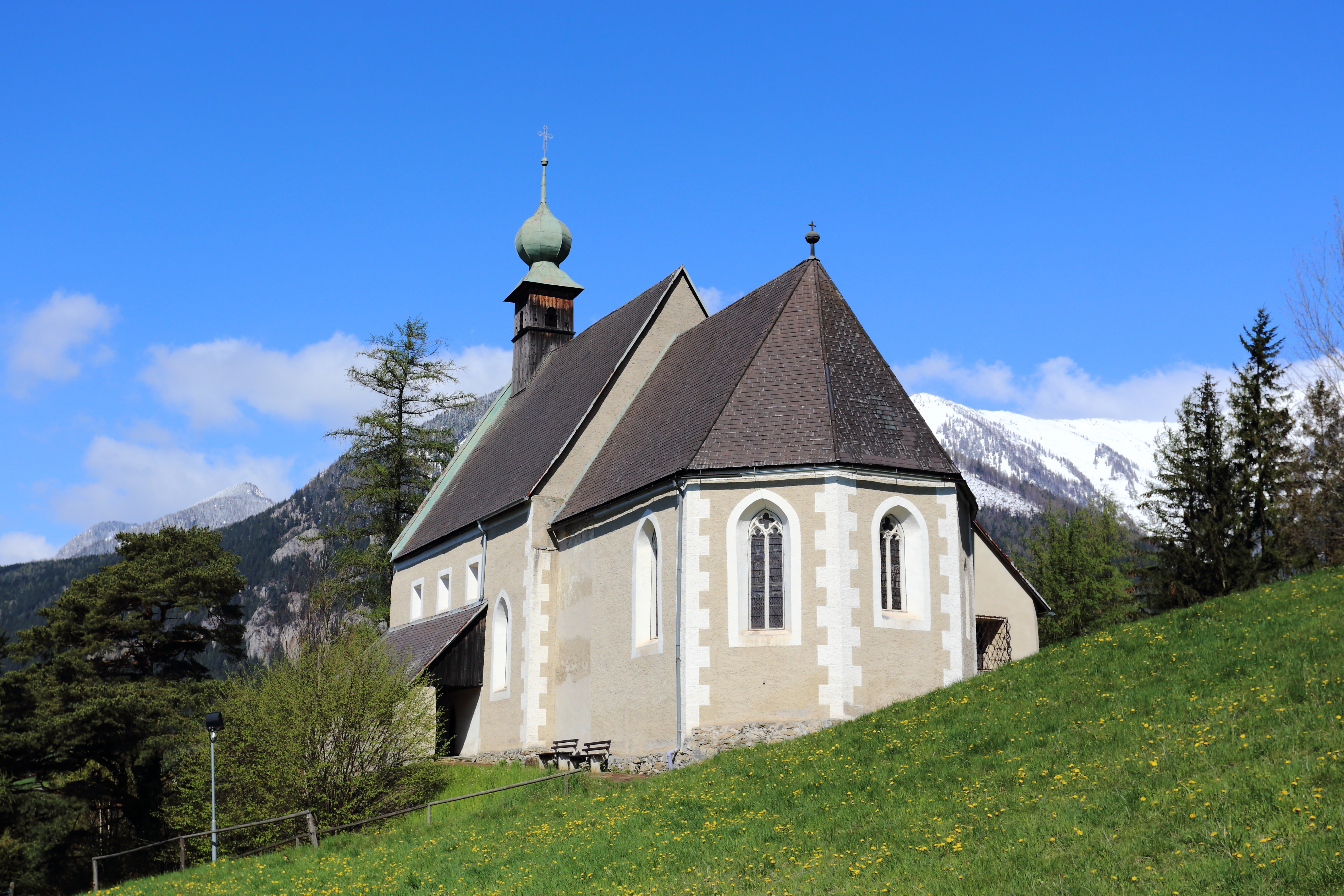
Filiální kostel svatého Oldřicha

- Katolický farní kostel sv. Jana Křtitele
- Katolický filální kostel sv. Oldřicha v Seizi
- Soukromé muzeum Dr. Rüdigera Böckela, muzeum venkovského vybavení
- Muzejní nádvoří
- Křížová cesta
- Rodný dům hudebního skladatele Franze Xavera Widerhoffera

## Osobnosti

### Čestní občané
- 1968 Josef Krainer (1903–1971), zemský hejtman
- 1979 Friedrich Niederl (1920–2012), zemský hejtman
- 1988 Josef Krainer (1930–2016), zemský hejtman
- Herbert Kühberger († 2009), starosta Kammernu v Liesingtalu 1968–1989

### Rodáci
- Franz Xaver Widerhoffer (1742–1799), hudební skladatel
- Christoph von Zach (1474–1508), biskup sekavský 1502–1508

### Lidé související s obcí
- Wolfhard von Ehrenfels († po 5. květnu 1421), biskup lavantský v letech 1411–1421
- Konrad zu Hohenlohe-Schillingsfürst (1863–1918), c.k předseda vlády Rakouska-Uherska 1906